# Brookside Village
Brookside Village – miasto w Stanach Zjednoczonych, w stanie Teksas, w hrabstwie Brazoria.